# Basket-ball aux Jeux olympiques d'été de 2012
Pour un article plus général, voir Basket-ball aux Jeux olympiques.
Navigation
Pékin 2008 Rio de Janeiro 2016
Les compétitions de basket-ball des Jeux olympiques d'été de 2012 organisés à Londres (Royaume-Uni), se sont déroulées dans la Basketball Arena et le North Greenwich Arena de Londres du 28 juillet au 12 août 2012. Les équipes américaines, tenantes du titre, ont conservé leur médaille d'or.

## Format de la compétition
Les douze nations qualifiées sont issamréparties en deux groupes composés chacun de six équipes. Après la phase de poule, les quatre premières équipes de chaque groupe se qualifient pour un tour à élimination directe jusqu'à la finale.
Le 30 avril 2012, le tirage au sort issaeffectué à Rio de Janeiro. 
Chez les hommes, le groupe A est composé de l'Argentine, de la France, de la Tunisie et des États-Unis et deux équipes qualifiées par le Tournoi préolympique de basket-ball 2012. Le groupe B est composé de l'Australie, du Brésil, de la Chine, de la Grande-Bretagne, de l'Espagne et d'une équipe qualifiée par le Tournoi préolympique de basket-ball 2012. 
Chez les femmes, le groupe A est composé de l'Angola, Chine, les États-Unis et trois qualifiés du tournoi préolympique. Le groupe B oppose l'Australie, le Brésil, Grande-Bretagne, la Russie et deux qualifiés.

## Qualifications

### Pays hôte
Dans un premier temps, la qualification des équipes du Royaume-Uni en tant que pays hôte n'est pas automatique. Comme le Royaume-Uni n'a pas de représentation jusqu'en 2006, celle-ci est assujettie à certaines revendications de la part de la FIBA. Celles-ci concernent l'avenir du basket-ball au Royaume-Uni. Des critères sportifs sont également mis en place. Les équipes britanniques doivent ainsi participer au championnat d'Europe de 2011. Les hommes obtiennent leur qualification pour le championnat d'Europe 2011, disputé en Lituanie, en terminant en tête de leur groupe de qualification lors de l'été 2010.  
Finalement, les deux équipes représentant le Royaume-Uni sont admises en tant que pays hôte lors d'une réunion de la FIBA en mars 2011 à Lyon.

### Tournoi masculin
| Compétition                        | Date                        | Lieu       | Places | Qualifiés               |
| ---------------------------------- | --------------------------- | ---------- | ------ | ----------------------- |
| Pays organisateur                  | 6 juillet 2005              |            | 1      | Grande-Bretagne         |
| Championnat du monde 2010          | 28 août - 12 septembre 2010 | Turquie    | 1      | États-Unis              |
| Championnat d'Afrique 2011         | 17-28 août 2011             | Madagascar | 1      | Tunisie                 |
| Tournoi des Amériques 2011         | 30 août-11 septembre 2011   | Argentine  | 2      | Argentine Brésil        |
| Championnat d'Océanie 2011         | 7-11 septembre 2011         | Australie  | 1      | Australie               |
| Championnat d'Europe 2011          | 31 août-18 septembre 2011   | Lituanie   | 2      | Espagne France          |
| Championnat d'Asie 2011            | 15-25 septembre 2011        | Chine      | 1      | Chine                   |
| Tournoi de qualification olympique | 2-8 juillet 2012            | Venezuela  | 3      | Russie Lituanie Nigeria |
| Total                              |                             |            | 12     |                         |

### Tournoi féminin
| Compétition                        | Date                          | Lieu      | Places | Qualifiés                                        |
| ---------------------------------- | ----------------------------- | --------- | ------ | ------------------------------------------------ |
| Pays organisateur                  | 6 juillet 2005                |           | 1      | Grande-Bretagne                                  |
| Championnat du monde 2010          | 23 septembre-3 octobre 2010   | Tchéquie  | 1      | États-Unis                                       |
| Championnat d'Europe 2011          | 18 juin-3 juillet 2011        | Pologne   | 1      | Russie                                           |
| Championnat d'Asie 2011            | 21-28 août 2011               | Japon     | 1      | Chine                                            |
| Championnat d'Océanie 2011         | 7-11 septembre 2011           | Australie | 1      | Australie                                        |
| Tournoi des Amériques 2011         | 24 septembre-1er octobre 2011 | Colombie  | 1      | Brésil                                           |
| Championnat d'Afrique 2011         | 23 septembre-2 octobre 2011   | Mali      | 1      | Angola                                           |
| Tournoi de qualification olympique | 25 juin-1er juillet 2012      | Turquie   | 5      | France Turquie République tchèque Croatie Canada |
| Total                              |                               |           | 12     |                                                  |

## Compétition
Les douze nations qualifiées sont réparties en deux groupes composés de six équipes. Après un premier tour disputé sous forme de championnat, les quatre meilleures équipes de chaque groupe se qualifient pour une phase à élimination directe.

## Calendrier des épreuves
| P | Premier tour | ¼ | Quarts de finale | ½ | Demi-finales | F | Finale |

| Compétition↓/Date → | 28 | 29 | 30 | 31 | 1 | 2 | 3 | 4 | 5 | 6 | 7 | 8 | 9 | 10 | 11 | 12 |
| ------------------- | -- | -- | -- | -- | - | - | - | - | - | - | - | - | - | -- | -- | -- |
| Hommes              |    | P  |    | P  |   | P |   | P |   | P |   | ¼ |   | ½  |    | F  |
| Femmes              | P  |    | P  |    | P |   | P |   | P |   | ¼ |   | ½ |    | F  |    |

## Tournoi masculin
Le tirage pour la composition des groupes du tournoi masculin a eu lieu le 30 avril 2012.

### Premier tour
| Groupe A   | Groupe B        |
| ---------- | --------------- |
| Argentine  | Australie       |
| France     | Brésil          |
| Tunisie    | Chine           |
| États-Unis | Grande-Bretagne |
| Nigeria    | Espagne         |
| Lituanie   | Russie          |

### Phase finale
|  | Quarts de finale | Quarts de finale |           |            | Demi-finales           | Demi-finales           |     |  | Finale    | Finale  |
|  | Quarts de finale | Quarts de finale |           |            | Demi-finales           | Demi-finales           |     |  | Finale    | Finale  |
|  |                  |                  |           |            |                        |                        |     |  |           |         |
|  | 8 août           | 8 août           |           |            | 10 août                | 10 août                |     |  | 12 août   | 12 août |
|  | 8 août           | 8 août           |           |            | 10 août                | 10 août                |     |  | 12 août   | 12 août |
|  | [B1] Russie      | 83               |           |            | 10 août                | 10 août                |     |  | 12 août   | 12 août |
|  | [B1] Russie      | 83               |           |            | 10 août                | 10 août                |     |  | 12 août   | 12 août |
|  | [A4] Lituanie    | 74               |           |            | 10 août                | 10 août                |     |  | 12 août   | 12 août |
|  | [A4] Lituanie    | 74               | Russie    | 59         |                        |                        |     |  | 12 août   | 12 août |
|  | 8 août           |                  | Russie    | 59         |                        |                        |     |  | 12 août   | 12 août |
|  |                  | Espagne          | 67        |            |                        |                        |     |  | 12 août   | 12 août |
|  | [A2] France      | Espagne          | 67        | 59         |                        |                        |     |  | 12 août   | 12 août |
|  | [A2] France      |                  |           | 59         |                        |                        |     |  | 12 août   | 12 août |
|  | [B3] Espagne     | 66               |           |            |                        |                        |     |  | 12 août   | 12 août |
|  | [B3] Espagne     | 66               | Espagne   | 100        |                        |                        |     |  |           |         |
|  | 8 août           |                  | Espagne   | 100        |                        |                        |     |  |           |         |
|  |                  | États-Unis       | 107       |            |                        |                        |     |  |           |         |
|  | [B2] Brésil      | États-Unis       | 107       | 77         |                        |                        |     |  |           |         |
|  | [B2] Brésil      | 10 août          |           | 77         |                        |                        |     |  |           |         |
|  | [A3] Argentine   | 82               |           |            |                        |                        |     |  |           |         |
|  | [A3] Argentine   | 82               | Argentine | 83         |                        |                        |     |  |           |         |
|  | 8 août           | 8 août           | Argentine | 83         | Match pour la 3e place | Match pour la 3e place |     |  |           |         |
|  | 8 août           | 8 août           |           | États-Unis | Match pour la 3e place | Match pour la 3e place | 109 |  |           |         |
|  | [A1] États-Unis  | 119              | 12 août   | 12 août    |                        |                        | 109 |  |           |         |
|  | [A1] États-Unis  | 119              | 12 août   | 12 août    |                        |                        |     |  |           |         |
|  | [B4] Australie   | 86               |           | Russie     | 81                     |                        |     |  |           |         |
|  | [B4] Australie   | 86               |           | Russie     | 81                     |                        |     |  |           |         |
|  |                  |                  |           |            |                        |                        |     |  | Argentine | 77      |
|  |                  |                  |           |            |                        |                        |     |  | Argentine | 77      |

## Tournoi féminin
Le tirage pour la composition des groupes du tournoi féminin a eu lieu le 30 avril 2012.

### Premier tour
| Groupe A           | Groupe B        |
| ------------------ | --------------- |
| Angola             | Australie       |
| Chine              | Brésil          |
| États-Unis         | Grande-Bretagne |
| République tchèque | Russie          |
| Croatie            | Canada          |
| Turquie            | France          |

### Phase finale
|  | Quarts de finale        | Quarts de finale |            |           | Demi-finales           | Demi-finales           |    |  | Finale  | Finale  |
|  | Quarts de finale        | Quarts de finale |            |           | Demi-finales           | Demi-finales           |    |  | Finale  | Finale  |
|  |                         |                  |            |           |                        |                        |    |  |         |         |
|  | 7 août                  | 7 août           |            |           | 9 août                 | 9 août                 |    |  | 11 août | 11 août |
|  | 7 août                  | 7 août           |            |           | 9 août                 | 9 août                 |    |  | 11 août | 11 août |
|  | [B2] Australie          | 75               |            |           | 9 août                 | 9 août                 |    |  | 11 août | 11 août |
|  | [B2] Australie          | 75               |            |           | 9 août                 | 9 août                 |    |  | 11 août | 11 août |
|  | [A3] Chine              | 60               |            |           | 9 août                 | 9 août                 |    |  | 11 août | 11 août |
|  | [A3] Chine              | 60               | Australie  | 73        |                        |                        |    |  | 11 août | 11 août |
|  | 7 août                  |                  | Australie  | 73        |                        |                        |    |  | 11 août | 11 août |
|  |                         | États-Unis       | 86         |           |                        |                        |    |  | 11 août | 11 août |
|  | [A1] États-Unis         | États-Unis       | 86         | 91        |                        |                        |    |  | 11 août | 11 août |
|  | [A1] États-Unis         |                  |            | 91        |                        |                        |    |  | 11 août | 11 août |
|  | [B4] Canada             | 48               |            |           |                        |                        |    |  | 11 août | 11 août |
|  | [B4] Canada             | 48               | États-Unis | 86        |                        |                        |    |  |         |         |
|  | 7 août                  |                  | États-Unis | 86        |                        |                        |    |  |         |         |
|  |                         | France           | 50         |           |                        |                        |    |  |         |         |
|  | [A2] Turquie            | France           | 50         | 63        |                        |                        |    |  |         |         |
|  | [A2] Turquie            | 9 août           |            | 63        |                        |                        |    |  |         |         |
|  | [B3] Russie             | 66               |            |           |                        |                        |    |  |         |         |
|  | [B3] Russie             | 66               | Russie     | 64        |                        |                        |    |  |         |         |
|  | 7 août                  | 7 août           | Russie     | 64        | Match pour la 3e place | Match pour la 3e place |    |  |         |         |
|  | 7 août                  | 7 août           |            | France    | Match pour la 3e place | Match pour la 3e place | 81 |  |         |         |
|  | [B1] France             | 71               | 11 août    | 11 août   |                        |                        | 81 |  |         |         |
|  | [B1] France             | 71               | 11 août    | 11 août   |                        |                        |    |  |         |         |
|  | [A4] République tchèque | 68               |            | Australie | 83                     |                        |    |  |         |         |
|  | [A4] République tchèque | 68               |            | Australie | 83                     |                        |    |  |         |         |
|  |                         |                  |            |           |                        |                        |    |  | Russie  | 74      |
|  |                         |                  |            |           |                        |                        |    |  | Russie  | 74      |

## Arbitres
La Fédération internationale de basket-ball amateur (FIBA) a sélectionné 30 arbitres pour les deux tournois :
| - MAR Samir Abaakil - TUR Recep Ankaralı - ESP Juan Arteaga - AUS Michael Aylen - SRB Ilija Belošević - IND Snehal Bendke - PUR Jorge Anibal Carrion - ITA Guerrino Cerebuch - RUS Elena Chernova - GRE Christos Christodoulou | - FRA Carole Delauné - ARG Pablo Alberto Estévez - BRA Marcos Fornies Benito - KEN Vitalis Odhiambo Gode - USA Felicia Andrea Grinter - FIN Carl Jungebrand - USA William Gene Kennedy - ITA Luigi Lamonica - LAT Oļegs Latiševs - GER Robert Lottermoser | - BRA Cristiano Jesus Maranho - AUS Vaughan Charles Mayberry - LIB Rabah Noujaim - CHN Ling Peng - SLO Saša Pukl - UKR Borys Ryschyk - ARG Fernando Jorge Sampietro - CAN Stephen Seibel - JPN Shoko Suguro - PUR Jorge Vazquez |

## Résultats

### Podiums
| Épreuves         | Or | Argent | Bronze |
| ---------------- | --- | --- | --- |
| Tournoi masculin | États-Unis Tyson Chandler Kevin Durant LeBron James Russell Westbrook Deron Williams Andre Iguodala Kobe Bryant Kevin Love James Harden Chris Paul Anthony Davis Carmelo Anthony | Espagne Pau Gasol Rudy Fernández Sergio Rodríguez Juan Carlos Navarro José Calderón Felipe Reyes Víctor Claver Fernando San Emeterio Sergio Llull Marc Gasol Serge Ibaka Víctor Sada            | Russie Alexey Shved Timofeï Mozgov Sergueï Karassev Vitaly Fridzon Alexander Kaun Evgeny Voronov Viktor Khryapa Semion Antonov Sergueï Monya Dmitri Khvostov Anton Ponkrashov Andreï Kirilenko |
| Tournoi féminin  | États-Unis Lindsay Whalen Seimone Augustus Sue Bird Maya Moore Angel McCoughtry Asjha Jones Tamika Catchings Swin Cash Diana Taurasi Sylvia Fowles Tina Charles Candace Parker   | France Isabelle Yacoubou Endéné Miyem Clémence Beikes Sandrine Gruda Edwige Lawson-Wade Céline Dumerc Florence Lepron Émilie Gomis Marion Laborde Élodie Godin Emmeline Ndongue Jennifer Digbeu | Australie Jenna O'Hea Samantha Richards Jennifer Screen Abby Bishop Suzy Batkovic Kathleen MacLeod Kristi Harrower Laura Summerton Belinda Snell Rachel Jarry Liz Cambage Lauren Jackson       |

### Tableau des médailles
| Rang  | Nation     | Or | Argent | Bronze | Total |
| ----- | ---------- | -- | ------ | ------ | ----- |
| 1     | États-Unis | 2  | 0      | 0      | 2     |
| 2     | Espagne    | 0  | 1      | 0      | 1     |
| 2     | France     | 0  | 1      | 0      | 1     |
| 4     | Australie  | 0  | 0      | 1      | 1     |
| 4     | Russie     | 0  | 0      | 1      | 1     |
| Total | Total      | 2  | 2      | 2      | 6     |